# Chimilin
Chimilin ist eine französische Gemeinde mit 1.396 Einwohnern (Stand: 1. Januar 2022) im Département Isère in der Region Auvergne-Rhône-Alpes. Sie gehört zum Arrondissement La Tour-du-Pin, zum Kanton Chartreuse-Guiers und zum Gemeindeverband Les Vals du Dauphiné. Die Einwohner nennen sich Chimilinois.

## Geographie
Die Gemeinde Chimilin liegt im westlichen Vorland der Chartreuse, etwa 23 Kilometer westlich von Chambéry. Die Bièvre begrenzt die Gemeinde im Osten. Chimilin wird umgeben von den Nachbargemeinden Corbelin im Nordwesten und Norden, Granieu im Norden, Aoste im Norden und Nordosten, Romagnieu im Osten, Les Abrets im Süden, Fitilieu im Südwesten sowie La Bâtie-Montgascon im Westen.
Die Gemeinde liegt in unmittelbarer Nähe der Autoroute A43 zwischen Lyon und Chambéry. Wie die meisten Gemeinden der Region gehört Chimilin zur Erdbebenzone 3.

## Klima
Die Region Nord-Isère weist ein halbkontinentales Klima auf, das durch Niederschläge zu allen Jahreszeiten gekennzeichnet ist. Die Sommer sind im Allgemeinen heiß, Gewitter kommen dann recht häufig vor. Die Winter sind sehr kalt und häufig von Frost geprägt. Die sehr sumpfige Region weist in kalten Perioden oft Morgennebel bzw. auch anhaltenden Nebel auf.

## Bevölkerungsentwicklung
| Jahr                       | 1962 | 1968 | 1975 | 1982 | 1990 | 1999 | 2006 | 2014 | 2021 |
| Einwohner                  | 843  | 814  | 781  | 942  | 1044 | 1144 | 1291 | 1458 | 1403 |
| Quellen: Cassini und INSEE |      |      |      |      |      |      |      |      |      |

## Kultur und Sehenswürdigkeiten

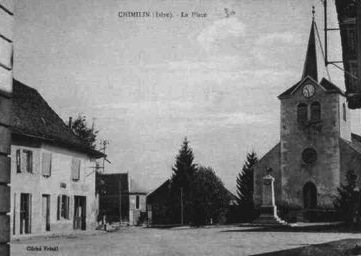
Der Kirchplatz mit der Pfarrkirche Saint-Laurent (Anfang 20. Jahrhundert)

Die Pfarrkirche Saint-Laurent ist heute ein Baudenkmal. Ebenso stehen ihre Glocken unter Denkmalschutz.
Die Schokoladenfabrik „De Marlieu“ wurde 1906 von Amédée Arnaud des Essarts gegründet, wurde 2010 renoviert und bietet heute Führungen an.